# Reuben, Reuben
Reuben, Reuben – amerykańska tragikomedia z 1983 roku na podstawie powieści Petera De Vriesa i sztuki "Spofford" Hermana Shumlina.

## Opis fabuły
Gowan McGland, szkocki poeta przechodzi kryzys twórczy. Aby mieć z czego żyć pracuje jako wykładowca na uniwersytecie w Nowej Anglii. Tam poznaje Genevę. To spotkanie pchnie poetę na odpowiednie tory.

## Główne role
- Tom Conti - Gowan McGland
- Kelly McGillis - Geneva Spofford
- Roberts Blossom - Frank Spofford
- Cynthia Harris - Bobby Springer
- E. Katherine Kerr - Lucille Haxby
- Joel Fabiani - Dr Haxby
- Kara Wilson - Edith McGland
- Lois Smith - Mare Spofford
- Ed Grady - Dr Ormsby

i inni

## Nagrody i nominacje
Oscary za rok 1983
- Najlepszy scenariusz adaptowany - Julius J. Epstein (nominacja)
- Najlepszy aktor - Tom Conti (nominacja)

Złote Globy 1983
- Najlepszy dramat (nominacja)
- Najlepszy scenariusz - Julius J. Epstein (nominacja)
- Najlepszy aktor dramatyczny - Tom Conti (nominacja)